# Glanzende bolzakpijp
De glanzende bolzakpijp (Aplidium glabrum) is een zakpijpensoort uit de familie van de Polyclinidae. De wetenschappelijke naam van de soort is, als Amaroucium glabrum, voor het eerst geldig gepubliceerd in 1871 door Addison Emery Verrill.

## Verspreiding
De glanzende bolzakpijp is oorspronkelijk afkomstig uit koude tot Arctische regio's. Het is een kolonievormende soort met een opvallend sponsachtig uiterlijk. De kolonies hebben de vorm van korstige klompen, zijn ietwat doorschijnend en kunnen grijs, geel tot zelfs oranje (vanwege de aanwezigheid van larven) gekleurd zijn. Aan de Belgische kust is de glanzende bolzakpijp sinds 2000 terug te vinden in de Zeebrugse jachthaven, waar ze groeit op touwen, kades, pontons en andere harde substraten. Men vermoed dat de introductie van de soort via oesterimport gebeurde.

## Ecologie
Net als alle zakpijpen is de glanzende bolzakpijp een filtervoeder. Het water loopt via de instroomopening (orale sifon) naar binnen en voert tal van kleine voedseldeeltjes mee. Deze worden gevangen in slijm dat wordt geproduceerd door een klier, de endostyle. Via de uitstroomopening (atrale sifon) stroomt het water met afvalstoffen weer naar buiten